# Versprich es mir!
Versprich es mir! (serbisch: Завет / Zavet) ist ein Film von Emir Kusturica aus dem Jahre 2007. Seine Premiere feierte der Film bei den 60. Internationalen Filmfestspielen von Cannes.

## Handlung
Der in einem entfernten Dorf des Zlatibor-Gebiets lebende alte Mann Živojin Marković betet für seinen Enkel Cane (sprich: Tsane), dass er in die Stadt geht, dort seine Kuh verkauft und eine Ehefrau mitbringt. In der Stadt soll er den Stiefbruder seines Großvaters treffen, doch dieser ist tot. Stattdessen trifft er dessen beide Enkel, zwei Kleinkriminelle. Cane verliebt sich in Jasna, die er getreu dem Testament seines Großvaters heiraten will (daneben soll er eine Ikone und ein Souvenir mitbringen, die er vom Erlös seiner verkauften Kuh erwerben sollte). Er wird in die Familienangelegenheiten dieser Frau involviert und rettet sie und deren Mutter vor Prostitution und Gangstern, die von Bajo angeführt werden. Diese Leute kehren in das kleine Dorf zurück, um die Hochzeit von Živojin zu feiern, was zu einer Doppelhochzeit führt.

## Trivia
Bei dem Film, den Cane und Jasna in deren Wohnzimmer im Fernsehen sehen, handelt es sich um Taxi Driver von Martin Scorsese.

## Kritik
Das Lexikon des internationalen Films urteilte, der Film habe keine „erkennbare filmische Struktur“ und die „Entwicklung der Charaktere“ sei nicht nachvollziehbar. In „erster Linie“ werde „Ratlosigkeit“ hervorgerufen, auch wenn diese „Anekdotensammlung“ „einige gelungene Witze“ beinhalte.